# 孫湛吾
孫湛吾（1557年—1583年），字涵虛，號肖岩，山東濟南府淄川縣人，軍籍，明朝政治人物。

## 生平
萬曆七年（1579年）己卯科山東鄉試第四十三名，萬曆十一年（1583年）癸未科會試第二百五十三名，登三甲第四十四名進士。通政司觀政，本年养病，卒。

## 家族
曾祖孫鐸；祖父孫尚禮；父孫弼，曾任教諭。母韓氏；趙氏。具庆下。弟澄吾、淑吾。